# Europska plivačka federacija
Europska plivačka federacija (fra. izvornik Ligue Européenne de Natation), međ. kratice LENA i LEN je krovna organizacija za vodene športove za područje Europe.
Športovi pokriveni ovom organizacijom su plivanje, skokovi u vodu, daljinsko plivanje sinkronizirano plivanje i vaterpolo.

## Povijest
Osnovana:

## Članice
Idući su športski savezi članovi ove federacije:
- Albanija –
- Andora – Federació Andorrana de Natació
- Armenija –
- Austrija – Verband Österreichischer Schwimmvereine
- Azerbajdžan -
- Belgija – Fédération Royale Belge de Natation
- BiH –
- Bjelorusija –
- Bugarska – Българска федерация по плувни спортове
- Cipar –
- Češka –
- Danska – Dansk Svømmeunion
- Estonija –
- Finska –
- Francuska – Fédération Française de Natation
- Gibraltar – Amateur Swimming Association of Gibraltar
- Grčka –
- Gruzija –
- Hrvatska – Hrvatski plivački savez
- Mađarska –
- Irska – Swim Ireland
- Island –
- Italija –
- Izrael –
- Latvija – Latvijas Peldesanas Federacija
- Lihtenštajn –
- Litva –
- Luksemburg – Federation Luxembourgeoise de Natation et de Sauvetage
- Makedonija –
- Malta – Aquatic Sports Association of Malta
- Moldavija –
- Monako – Fédération Monegásque de Natation
- Nizozemska – Koninklijke Nederlandse Zwembond
- Norveška – Norges Svømmeforbund Sognsveien
- Njemačka – Deutscher Schwimm-Verband
- Poljska –
- Portugal – Federaçáo Portuguesa de Nataçáo
- Rumunjska –
- Rusija –
- San Marino –
- Slovačka –
- Slovenija – Plavalna Zveza Slovenije
- Srbija –
- Španjolska – Real Federación Española de Natación
- Švedska – Svenska Simförbundet
- Švicarska – Fédération Suisse de Natation
- Turska –
- Ujedinjeno Kraljevstvo – British Swimming
- Ukrajina –

## Natjecanja pod krovom LENA-e
Pod krovom LEN-a se održavaju europska plivačka i vaterpolska prvenstva, kao i europski vaterpolski kupovi.
Muški klubovi u europskom vaterpolu
██ rekord za natjecanje
| Nepoznata kratica »« | Klub           | Ukupno | CL | EC | CWC | SC | CC |
| -------------------- | -------------- | ------ | -- | -- | --- | -- | -- |
|                      | Pro Recco      | 20     | 11 |    |     | 9  |    |
|                      | HAVK Mladost   | 13     | 7  | 1  | 2   | 3  |    |
|                      | Partizan       | 11     | 7  | 1  | 1   | 2  |    |
|                      | Ferencvaros    | 11     | 1  | 2  | 4   | 4  |    |
|                      | Jug            | 8      | 4  | 2  |     | 2  |    |
|                      | Posillipo      | 7      | 3  | 1  | 2   | 1  |    |
|                      | Vasas          | 7      | 2  | 1  | 3   | 1  |    |
|                      | Pescara        | 7      | 1  | 1  | 3   | 2  |    |
|                      | Spandau 04     | 6      | 4  |    |     | 2  |    |
|                      | CSK VMF Moscow | 6      | 1  |    | 2   | 3  |    |
|                      | Ujpest         | 5      | 1  | 3  |     | 1  |    |
|                      | Brescia        | 4      |    | 4  |     |    |    |

## Vanjske poveznice
- Službene stranice